# 陆逞
陸逞（528年—573年6月25日），字季明，初名彥，河南郡洛阳县（今河南省洛阳市）人，祖籍吴郡吴县（今江苏省苏州市），出自吴郡陆氏太尉枝，西魏、北周官员。

## 生平
陆逞最初名彦字世雄，西魏文帝元宝炬曾和他闲聊说：“你既然温和宽容，为何以世雄为字？况且作为世间的英雄，不是适宜的。对于你的兄弟也不相称。”陆逞因此改名逞，改字季明。陆逞年少时谨慎周密，很早就有名望声誉。哥哥们认为陆逞是父亲最喜爱的儿子，将父亲的爵位中都县伯让封给他。宇文泰当时控制关中地区，以陆逞沉着机敏，就让他参与机密事务，赐陆逞姓步六孤氏。陆逞以羽林监、轻车将军为起家官，出任尚书右丞。当时陆逞的同辈人以勇猛而显贵，只有陆逞既勇猛又温和有礼，西魏文帝因此对他更加礼遇。大统十四年（548年），陆逞出任大丞相府参军事，不久兼任大丞相府记室。保定初年，陆逞屡次升任使持节、车骑大将军、仪同三司，增加食邑一千户，很快升任驾部中大夫，兼领宾部中大夫，又升任吏部中大夫，兼领蕃部中大夫。当时朝廷想要任命陆逞出任御正大夫，因为官职犯陆逞父亲陆政的名讳，所以陆逞没有上任，陆逞升任骠骑大将军、开府仪同三司。保定二年（562年）之后，当时以近侍是地位显贵、职司重要的官职，大规模的挑选杰出人才，于是任命李昶、元则、陆逞、唐瑾等人都担任纳言。陆逞又出任司宗中大夫，转任军司马。陆逞的才干见识审慎详明，历任三府，所在之处都有功绩。朝廷嘉奖，陆逞进爵为中都县公。当时有人夜间送给陆逞数十匹轻软的丝织品，陆逞闭门不接受，路过的人了解到后将情况上报，朝廷和民间都称赞陆逞。
天和三年（568年），北齐派侍中斛斯文略，中书侍郎刘逖前来访问。这是北周和北齐第一次修复睦邻友好，因此盛大的挑选使者。当年八月，周武帝宇文邕诏令陆逞作为使者，尹公正作为副使前往回访。陆逞仪容举止美好，善于辞令，敏捷有礼节，北齐人称赞他。陆逞回到京城近郊的地方时，周武帝诏令以辂车仪服的礼遇，在郊外迎接进入，当时的人们都以为荣耀。天和四年（569年），陆逞出任京兆尹，增加食邑总计一千六百户。陆逞的家童夜间回到家中，在路上发现遗失的钱财以及白色绢绸十匹，陆逞寻访失主，当即将钱和绢绸还给他。京城边界有母猪生下几只小猪，十多天后母猪死去。这户人家又有阉割的公猪，就用公猪来哺育小猪，小猪赖此而存活，当时的舆论认为是陆逞的仁政所造成的。陆逞不久升任司会中大夫，外任河州诸军事、河州刺史。
晋公宇文护非常看重陆逞的才能，上表任命陆逞为中外府司马，非常重用他。陆逞不久再任司会中大夫，升任小司马。等到宇文护被诛杀，陆逞受牵连被免官。不久，陆逞被起用出任纳言中大夫，又因为有病无法处理繁重的事务，就外任都督宜州诸军事、宜州刺史。按照旧例，刺史接受任命，需要备有外出时的卤簿仪仗。陆逞认为当时恰逢农忙时节，上奏请求停用。周武帝对此深为嘉奖，诏令批准请求，用来表彰陆逞的美好节操。陆逞在宜州施行仁政，官吏百姓都称赞他。宇文赟被立为太子后，陆逞出任太子太保。建德二年五月十日（573年6月25日），陆逞去世，虚岁四十六，周武帝和太子宇文赟亲临吊丧，周武帝诏令赠予使持节、大將軍、大都督、太子太保、青齐兖三州诸军事、青州刺史、中都县开国公，谥号元，建德三年岁次甲午正月壬戌朔十二日癸酉（574年2月18日）葬于京兆郡长安县高阳原，儿子陸操继承爵位。

## 墓地和墓志
2020年4月—5月，西安市文物保护考古研究院联合洛阳市考古研究院，在西安市长安区郭杜街道办邓店村东配合城市建设发掘了39座古墓葬，其中M8规模较大，保存较好，墓主为北周使持节大将军、大都督、中都元公步六孤逞。墓葬共出土器物101件（组），包括陶俑78件、陶器7件、铜铁器15件（组）、墓志1合。墓志出土于甬道内。青石质。志盖盝顶，方形，边长88厘米、厚16厘米。志盖上有界格，减地阳刻篆书“周使持节大将军大都督中都元公墓志”，竖行，每行4字，共4行，计16字。志盖背面也有志文，志文之间有方形界格，楷书，记载了其家族兄弟、子女和夫人的家族世系及婚姻情况。竖行，共27行，满行27字，共301字。志石亦呈方形，边长
88、厚12厘米。字文阴刻，字体从魏碑体向楷书转化，已具备楷书的形体。有界格，竖行，共41行，满行40字，共1613字。西北大学历史学院博士研究生梁雨昕和陕西师范大学历史文化学院李宗俊教授认为，出土步六孤逞墓志正文与传世的《庾子山集》所收《周太子太保步陆逞神道碑》的主要内容一致，可以肯定撰写者为北周时期著名的文学家庾信。

## 死因
陆逞墓志记载，陆逞因患有消渴病，常使用丹药治疗。西北大学历史学院博士研究生梁雨昕和陕西师范大学历史文化学院李宗俊教授认为，陆逞早逝的原因应该是疾病加服用金石有关。

## 族属
西北大学历史学院博士研究生梁雨昕和陕西师范大学历史文化学院李宗俊教授认为，到了北魏晚年六镇之乱，直至东西魏与北齐、北周分离之际，在北朝各政权中，又兴起了一股“反对汉化、保存鲜卑国粹之大潮流”。在此潮流影响之下，西魏、北周政权又兴起了一股恢复胡姓或赐姓胡姓的运动。应该正是在这一背景之下，陆逞之兄陆通与陆逞本人先后得受北周赐姓为“步六孤氏”。巧合的是，在北魏汉化之际，鲜卑“步六孤氏”改姓为“陆”，到恢复胡姓或赐姓胡姓的潮流兴起以后，又将世出吴郡陆氏的志主一家亦“赐姓”为“步六孤氏”。正因此，结合陆逞一家与众胡族联姻关系的考察来看，陆逞家族自称出自吴郡陆氏的说法十分可疑，很可能为北魏陆姓，即原本就是出自鲜卑步六孤氏。

## 家庭

### 曾祖
- 陆载，东晋宋王司马[1][16]

### 祖父
- 陆乔[2][13]，北魏冠军将军、营州刺史[1][16]

### 父母
- 陆政，西魏骠骑大将军、仪同三司、恒州刺史、中都献公[1]
- 乙弗氏，本姓成，龙骧将军、恒州刺史、彭阳公成长兴之女，封中都国太夫人[2][13]

### 兄弟姐妹
- 陆通，北周柱国大将军、大司马、五州诸军事、文安定公[2][13]
- 陆逵，北周开府仪同三司、三州诸军事、三州刺史[2][13]

### 夫人
- 郁久闾氏，原配，在陆逞之前去世，与陆逞合葬于高阳原[2][13][1]
- 拓拔氏，继室，封东阿公主，西魏特进、开府、司徒公、相州刺史、乐平慎王元最之女[2][13]

### 子女
- 陆操，世子，北周大都督、内史上士，娶万纽于氏，北周太师、柱国大将军、廿州诸军事、雍州牧、燕国公于谨之女[2][13]
- 陆挺[2][13]
- 陆机[2][13]
- 陆权[2][13]
- 陆氏，长女，嫁北周开府仪同三司敕勒端[2][13]
- 陆氏，次女，嫁北周大都督大野威[2][13]
- 陆氏，三女，嫁北周仪同三司贺兰颢[2][13]
- 陆氏，四女，嫁北周戎右上士普六如某[2][13]
- 陆氏，五女，嫁万纽于氏[2][13]
- 陆氏，六女，嫁拓拔氏[2][13]